# Alps Electric Corporation
Alps Electric Co., Ltd. (アルプス電気株式会社?, Arupusu Denki Kabushiki-gaisha) è un fabbricante di periferiche elettroniche, come i touchpads. Alps è una multinazionale, con sede a Tokyo, Giappone, fondata nel 1948. Alps è conosciuta anche grazie alla marca ALPINE nelle autoradio.
L'hardware Alps touchpad è sviluppato e costruito dalla Cirque Corporation, che fu acquisita nel 2003; anche se la controllata continua a scrivere propri driver. I loro driver sono certificati Microsoft Windows. Li si trovano in prodotti Sony, Toshiba e Dell come notebook, come OLPC XO-1. Fabbricano le tastiere per i prodotti PC Apple, incluso l'originale all'epoca Apple Macintosh e il primo iMac.
In ambito Hi-Fi sono impiegati abitualmente potenziometri ALPS per la loro qualità. Li si trovano in amplificatori audio della Audiolab, Sony, Onkyo, Marantz solo per citare alcuni marchi.

## Storia
La società fu costituita nel 1948 come Kataoka Electric Co., Ltd. e cambiò ragione sociale in Alps Electric Co., Ltd. nel dicembre 1964. Nel 2004 il presidente e CEO diventa Masataka Kataoka. Dal 22 giugno 2012, il presidente è Toshihiro Kuriyama e Chairman è Masataka Kataoka.
La Alps Electric Group ha centri di ricerca e sviluppo e produzione in Giappone e in America, Europa, Asia, Corea, e Greater China. Dalla sua fondazione, Alps Electric ha fornito circa 40.000 tipi diversi di componenti elettronici a oltre 2.000 clienti costruttori di elettronica, meccatronica, informatica, automotive e industria nel mondo.
Alps Group comprende 84 sussidiarie, 25 attraverso Alps Electric, 32 attraverso Alpine Electronics e 27 attraverso Alps Logistics.
La società è quotata alla Tokyo Stock Exchange e fa parte del Nikkei 225.

## Divisioni
Alps Automotive: focalizzata nella fornitura di prodotti OEM inclusi pannelli di controllo e moduli sterzo, per veicoli.
Alps Home and Mobile: focalizzata nella fornitura di interruttori, potenziometri, sensori, e altri componenti elettronici come dispositivi multi-input, tipo touch panel ed GlidePoint™ per informatica e dispositivi mobili. Alps Electric si concentra sulle interfacce uomo-macchina e macchina-macchina per uso domestico, mobile e PC.
Alps Industry, Healthcare & Energy: focalizzata sulla fornitura di componentistica per elettronica industriale, come sensoristica, induttori di potenza, interruttori e moduli di comunicazione.

## Galleria d'immagini

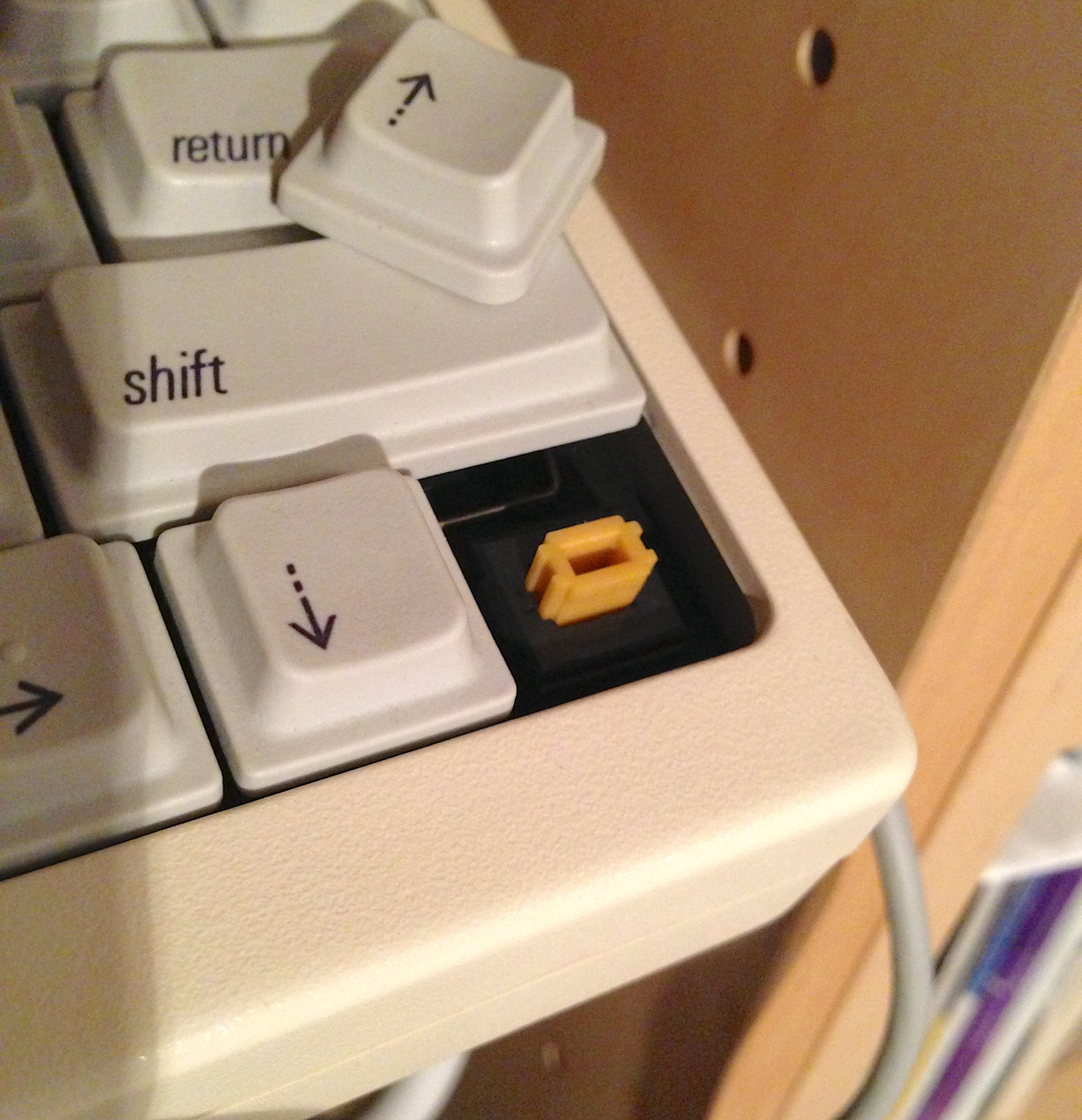
Interruttore a tasto Alps Yellow in una tastiera di un Apple IIc
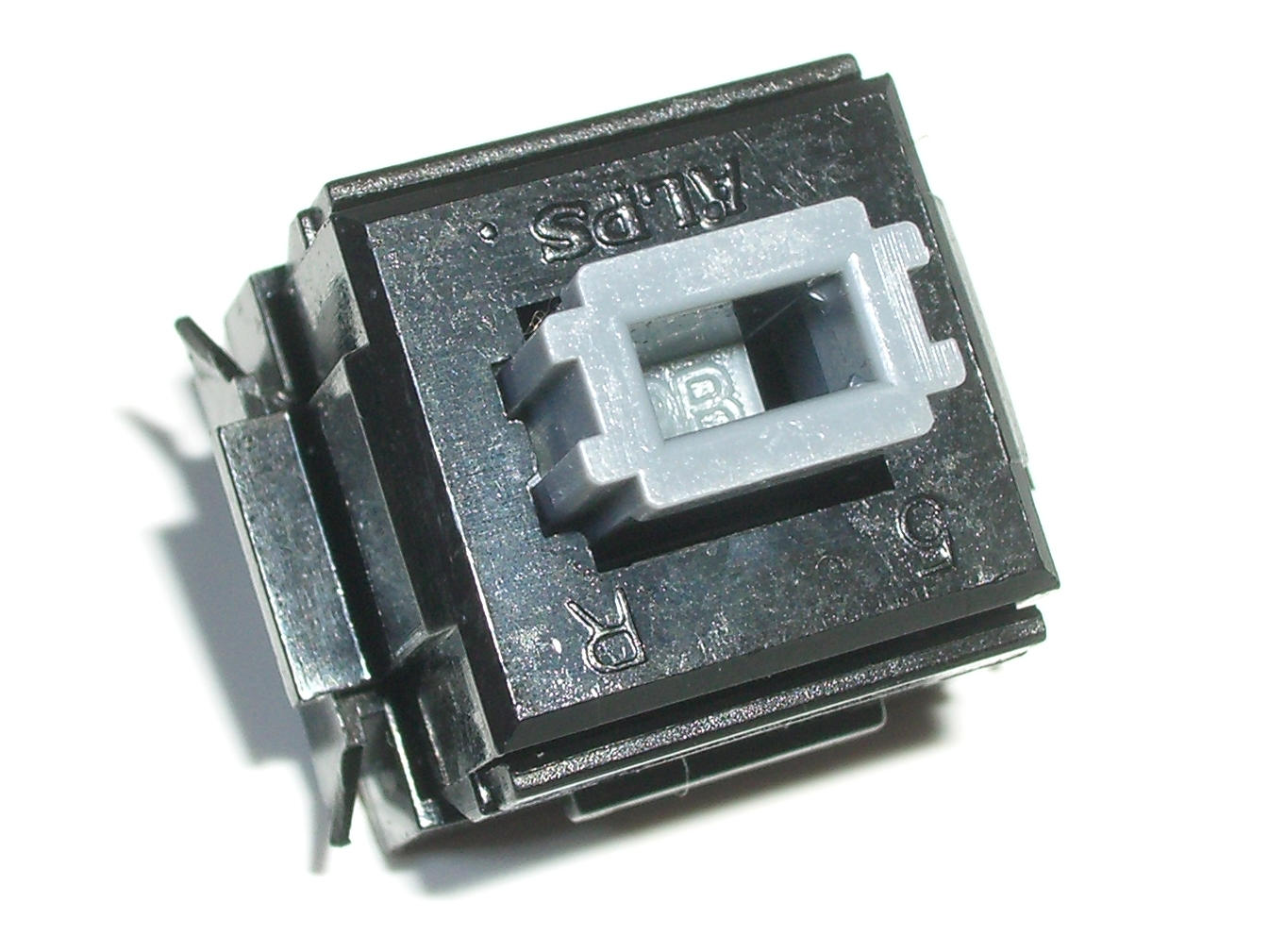
Interruttore Alps SKBM Grey
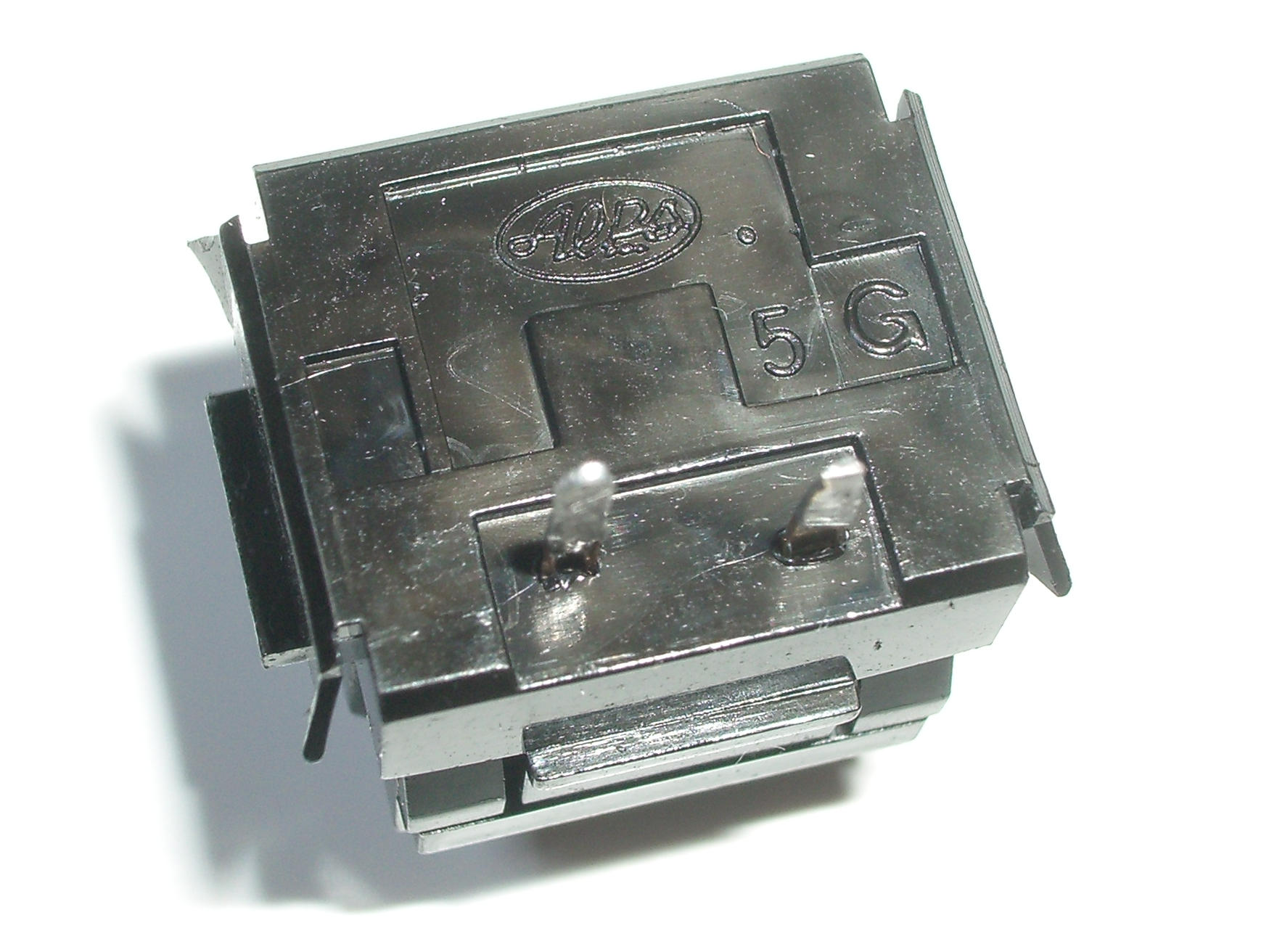
Interruttore Alps SKBM Grey, vist posteriore con vecchio logo
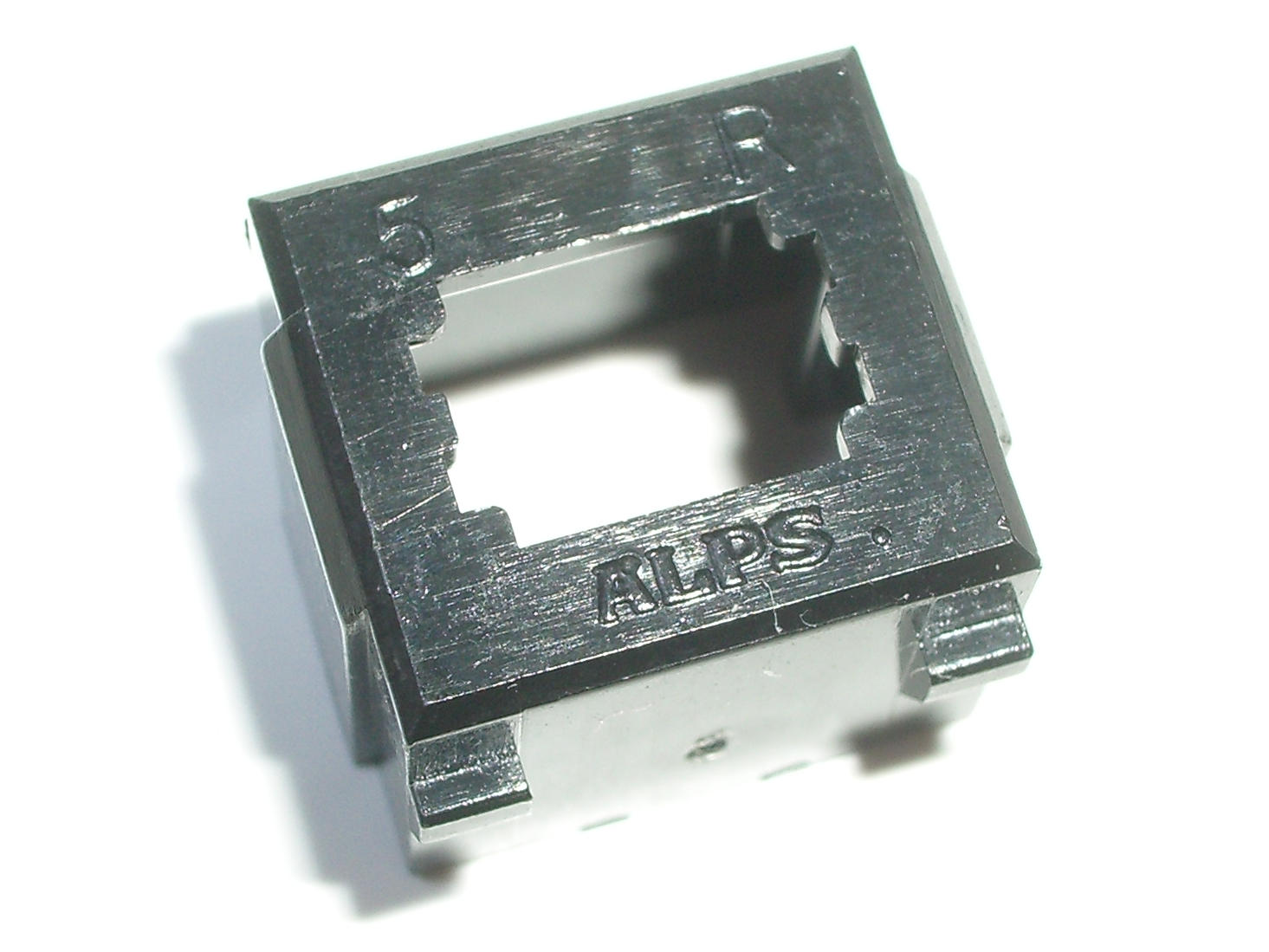
Interruttore Alps SKBM Grey — con logo Alps e numerazione semplificata dello stampo
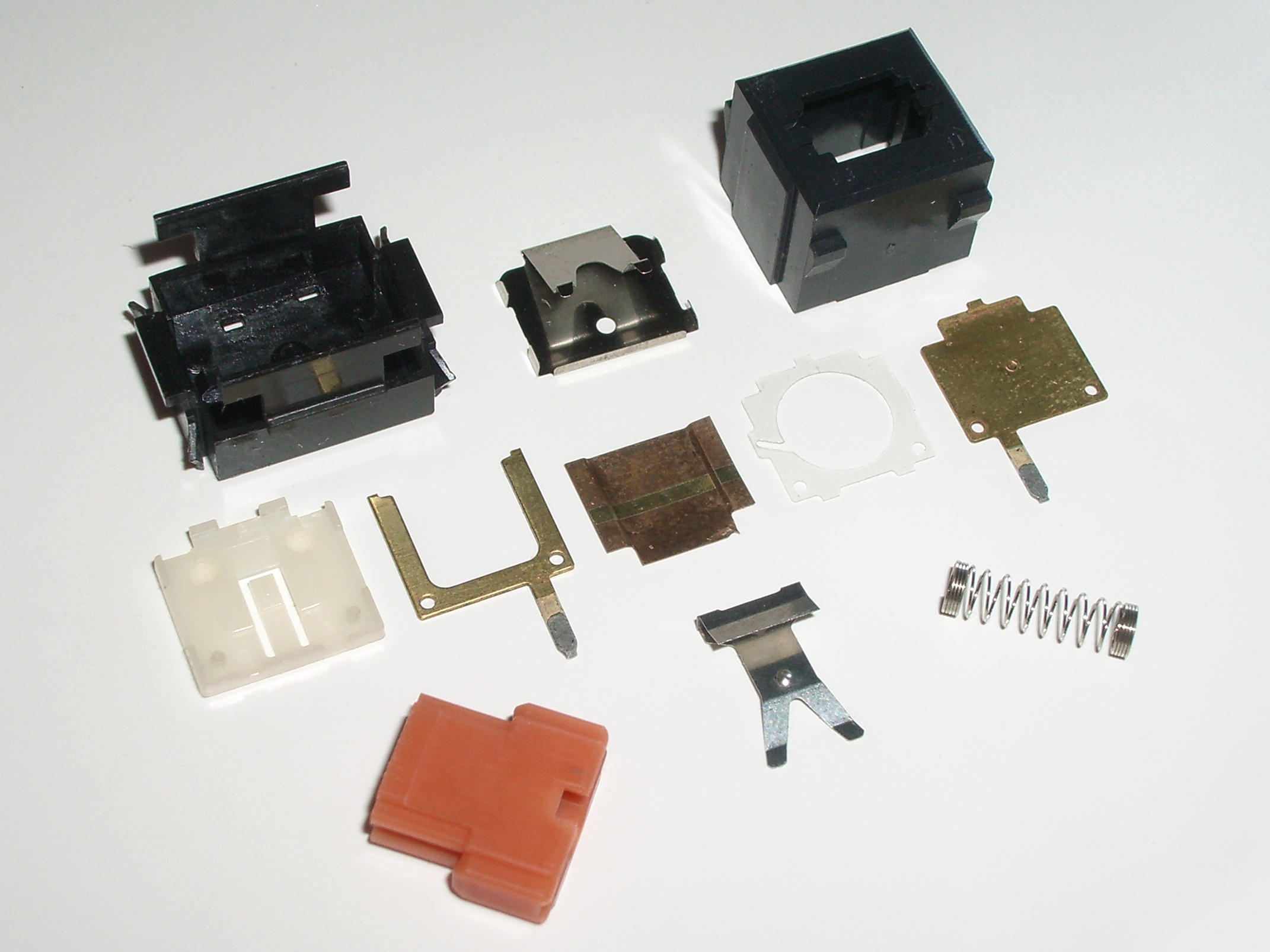
Interruttore Alps SKCM Orange, disassemblato